# Ти Ви и Новелас
Наградите TVyNovelas (на испански: Premios TVyNovelas) са ежегодна мексиканска церемония, продуцирана от компания Телевиса и списание „TVyNovelas“, на която се награждават най-добрите продукции на компанията, особено теленовелите. Теленовелите получават награди в различни категории: Най-добра теленовела на годината (Mejor Telenovela del año), Най-добър актьор (Mejor Actor), Най-добра актриса (Mejor Actriz), Най-добра песен (Mejor canción), Най-добра история или адаптация (Mejor historia o adaptación).
От 1983 до 2004 г. церемониите са излъчвани на запис по Canal 2/Canal de las Estrellas на Телевиса в праймтайма на канала в събота вечер (изключение е церемонията от 1983 г., която не е излъчвана по телевизията, а е публикувана в специален брой на списание „TVyNovelas“).
Важно е да се отбележи, че теленовелите на другата мексиканска компания TV Azteca не участват в този конкурс (въпреки че има изключения, участват през 1998, 1999, 2000 и 2001 г.)
В продължение на пет последователни години, от 2007 до 2011 г., в категория Най-добра теленовела печелят мексикански адаптации на колумбийски теленовели.
Церемонията от 2005 г. е излъчена на живо от сградата на Телевиса Сан Анхел в град Мексико, а през 2006 и 2007 г. се провежда в Конгресния център в Акапулко, излъчва се изцяло на живо и с жури, избрано от списанието, за да има прозрачност в изборите по награждаване.
От 2008 г. конкурсът се провежда в комплекса Mundo Imperial, разположен в туристическата зона Acapulco Diamante. Червеният килим е поставен в Paseo Imperial, а награждаването се извършва в зала „Imperial“. Предава се на живо по каналите Las Estrellas и Univision.

## Награди по категории
Най-добра теленовела
Най-добра актриса в главна роля
Статистика за категорията:
- Актриси с най-много награди: Лусеро и Анжелик Бойер с 3, Кристиан Бах, Анхелика Арагон, Вероника Кастро, Мария Сорте, Диана Брачо, Адела Нориега и Маите Перони с 2
- Актриси с най-много номинации: Летисия Калдерон, Виктория Руфо и Лусеро (6)
- Актриси, спечелили в кратък период:
  - Адела Нориега за Изворът (2002) и Истинска любов (2004) с 2 години разлика
  - Маите Перони за По-скоро мъртва, отколкото Личита (2016) и Готин баща (2018) с 2 години разлика
- Актриса, спечелила в най-голям период: Анхелика Арагон за Да живееш по малко (1986) и Женски поглед (1998) с 12 години разлика
- Актриси, спечелили във всичките си номинации: Вероника Кастро, Мария Сорте и Диана Брачо (2), Силвия Пинал, Сусана Александър, Ядира Карийо, Барбара Мори, Анхелика Вале, Бланка Гера, Итати Канторал и Сандра Ечеверия (1)
- Актриси, спечелили награда за изпълнение на един и същ персонаж:
  - Кристиан Бах (Сватби по омраза, 1983) и Адела Нориега (Истинска любов, 2004)
  - Лусеро (Любовни връзки, 1996) и Анжелик Бойер (Трите лица на Ана, 2017)
- Най-млад победител: Анжелик Бойер, 22-годишна възраст
- Най-възрастен победител: Бланка Гера, 56-годишна възраст

Най-добър актьор в главна роля
Статистика за категорията:
- Актьори с най-много награди: Фернандо Колунга, Умберто Сурита Едуардо Яниес с 4, Себастиан Рули с 3, Хуан Солер с 2
- Актьори с най-много номинации: Фернандо Колунга (9), Хорхе Салинас (7), Серхио Гойри (6), Едуардо Яниес, Себастиан Рули и Хуан Ферара (5), Умберто Сурита, Ектор Бония и Хуан Солер (4), Давид Сепеда, Гонсало Вега, Едуардо Сантамарина и Артуро Пениче (3)
- Актьори, спечелил в кратък период:
  - Едуардо Яниес за Скритата истина (2007) и Дестилирана любов (2008) в 2 последователни години
  - Себастиан Рули за Трите лица на Ана (2017) и Готин баща (2018) в 2 последователни години
- Актьор, спечелил в най-голям период: Едуардо Яниес за Аз купувам тази жена (1991) и Скритата истина (2007) с 16 години разлика
- Актьори, спечелили във всичките си номинации: Умберто Сурита (4), Педро Фернандес, Алехандро Камачо, Маурисио Ислас, Франсиско Гаторно, Луис Хосе Сантандер, Ернесто Алонсо и Хорхе Мартинес де Ойос (1)
- Актьори, спечелили награда за изпълнение на един и същ персонаж:
  - Серхио Гойри (Все още те обичам, 1998) и Хорхе Салинас (Лишена от любов, 2012)
  - Хуан Солер (Плантация на страсти, 1997) и Давид Сепеда (Бездната на страстта, 2013)
  - Фернандо Колунга (Истинска любов, 2004) и Себастиан Рули (Това, което животът ми открадна, 2015)
  - Маурисио Ислас (Изворът, 2002) и Пабло Лиле (Сянката на миналото, 2016)
  - Луис Хосе Сантандер (Любовни връзки, 1996) и Себастиан Рули (Трите лица на Ана, 2017)
- Най-млад победител: Хуан Диего Коварубиас, 26-годишна възраст
- Най-възрастен победител: Ернесто Алонсо, 67-годишна възраст

Най-добра актриса в отрицателна роля
Статистика за категорията:
- Актриси с най-много награди: Лаура Сапата, Летисия Калдерон, Мария Рубио, Даниела Ромо, Синтия Клитбо, Шантал Андере, Росио Банкелс, Диана Брачо, Итати Канторал и Даниела Кастро с 2
- Актриси с най-много номинации: Синтия Клитбо (8), Шантал Андере (6), Урсула Пратс и Асела Робинсън (4), Жаклин Андере, Диана Брачо, Даниела Кастро, Адамари Лопес, Алма Муриел, Сабине Мусиер и Найлеа Норвинд (3), Лилия Арагон, Росио Банкелс, Роса Мария Бианчи, Летисия Калдерон, Итати Канторал, Клаудия Ислас, Алтаир Харабо, Ребека Джонс, Маргарита Маганя, Даниела Ромо, Мария Рубио, Лайша Уилкинс, Хулиета Егурола и Лаура Сапата (2)
- Актриси, спечелили в кратък период:
  - Летисия Калдерон за В името на любовта (2010) и Смела любов (2013) с 3 години разлика
  - Даниела Кастро за Това, което животът ми открадна (2015) и Признавам се за виновна (2018) с 3 години разлика
- Актриса, спечелила в най-голям период: Росио Банкелс за Бианка Видал (1984) и Когато се влюбиш (2011) с 27 години разлика
- Актриси, спечелили във всичките си номинации: Вероника Кастро, Мария Сорте и Диана Брачо (2), Силвия Пинал, Сусана Александър, Ядира Карийо, Барбара Мори, Анхелика Вале, Бланка Гера, Итати Канторал и Сандра Ечеверия (1)
- Актриси, спечелили награда за изпълнение на един и същ персонаж:
  - Лаура Сапата (Мария Мерседес, 1993) и Елена Рохо (Невинната ти, 2005)
- Най-млад победител: Итати Канторал, 21-годишна възраст
- Най-възрастен победител: Диана Брачо, 65-годишна възраст

Най-добър актьор в отрицателна роля
Най-добър сериал
Най-добра актриса в главна роля за сериал
Най-добър актьор в главна роля за сериал
Най-добра актриса в поддържаща роля
Най-добър актьор в поддържаща роля
Най-добра първа актриса
Статистика за категорията:
- Актриси с най-много награди: Жаклин Андере и Елена Рохо с 4, Ана Мартин с 3, Даниела Ромо, Марга Лопес, Магда Гусман и Делия Касанова с 2
- Актриси с най-много номинации: Елена Рохо, Ана Мартин и Патрисия Рейес Спинодла (5), Жаклин Андере, Ана Берта Еспин и Иран Еори (4), Кармен Монтехо и Анхелика Мария (3), Силвия Пинал (2)
- Актриса, спечелила в кратък период: Елена Рохо за Свят на хищници (2007) и Внимавай с ангела (2008) с 2 години разлика
- Актриса, спечелила в най-голям период: Магда Гусман за Ти или никоя (1986) и Да обичаш отново (2011) с 25 години разлика
- Актриса, спечелила във всичките си номинации: Жаклин Андере (4), Делия Касанова и Магда Гусман (2), Норма Ерера, Иран Еори, Офелия Гилмайн, Летисия Калдерон, Росарио Галвес, Ада Караско и Клаудия Ислас (1)
- Актриси, спечелили награда за изпълнение на един и същ персонаж: Магда Гусман (Ти или никоя, 1986) и Даниела Ромо (Капризи на съдбата, 2010)
- Най-млад победител: Патрисия Рейес Спиндола, 36-годишна възраст
- Най-възрастен победител: Силвия Пинал, 86-годишна възраст

Най-добър пръв актьор
Статистика за категорията:
- Актьори с най-много награди: Игнасио Лопес Тарсо и Ерик дел Кастийо с 3, Хорхе Русек, Карлос Ансира, Хоакин Кордеро, Алехандро Камачо и Мануел „Флако“ Ибаниес с 2
- Актьори с най-много номинации: Ерик дел Кастийо (9), Игнасио Лопес Тарсо (8), Енрике Роча и Енрике Лисалде (5), Тони Карбахал (4)
- Актьор, спечелил в кратък период: Карлос Ансира за Да живееш по малко (1986) и Тайният път (1987) в 2 последователни години
- Актьор, спечелил в най-голям период: Хоакин Кордеро за Любов в мълчание (1989) Прегърни ме много силно (2001) с 12 години разлика
- Актьори, спечелили във всичките си номинации: Алехандро Камачо, Карлос Ансира и Хорхе Русек (2), Хесус Очоа, Карлос Камара, Ернесто Алонсо, Ернесто Гомес Крус, Луис Химено, Енрике Лисалде, Артуро Пениче, Херман Роблес и Хуан Карлос Барето (1)
- Актьори, спечелили награда за изпълнение на един и същ персонаж:
  - Хорхе Мартинес де Ойос (Дядо и аз, 1993) и Игнасио Лопес Тарсо (Малки бълхи, 2003)
  - Хоакин Кордеро (Любов в мълчание, 1989) и Артуро Пениче (Не ме оставяй, 2016)
- Най-млад победител: Сесар Евора, 52-годишна възраст
- Най-възрастен победител: Луис Химено, 83-годишна възраст}}

Най-добра млада актриса
Най-добър млад актьор
Най-добро женско откритие
Най-добро мъжко откритие
Най-добро детско участие
Най-добра история или адаптация
Най-добър режисьор
Най-добър оператор
Статистика за категорията:
- Оператори с най-много награди: Хесус Акуня Лий с 4, Алехандро Фрутос Маса с 3, Карлос Гера, Хесус Нахера Саро, Армандо Сафра и Луис Родригес с 2
- Оператори с номинации, без да печелят: Мануел Барахас (3), Марко Винисио Лопес де Сатарайн (2)
- Оператори, спечелили в кратък период: Армандо Сафра и Луис Родригес в 2 последователни години
- Оператор, спечелил в най-голям период: Алехандро Фрутос Маса с 20 години разлика

Най-добра комедия
Най-добро участие в комедия
Най-добър екип
Най-добра теленовела в мултиплатформа

## Годишни церемонии по хронологичен ред
- 1º Награди TVyNovelas (1983)
- 2º Награди TVyNovelas (1984)
- 3º Награди TVyNovelas (1985)
- 4º Награди TVyNovelas (1986)
- 5º Награди TVyNovelas (1987)
- 6º Награди TVyNovelas (1988)
- 7º Награди TVyNovelas (1989)
- 8º Награди TVyNovelas (1990)
- 9º Награди TVyNovelas (1991)
- 10º Награди TVyNovelas (1992)
- 11º Награди TVyNovelas (1993)
- 12º Награди TVyNovelas (1994)
- 13º Награди TVyNovelas (1995)
- 14º Награди TVyNovelas (1996)
- 15º Награди TVyNovelas (1997)
- 16º Награди TVyNovelas (1998)
- 17º Награди TVyNovelas (1999)
- 18º Награди TVyNovelas (2000)
- 19º Награди TVyNovelas (2001)
- 20º Награди TVyNovelas (2002)
- 21º Награди TVyNovelas (2003)
- 22º Награди TVyNovelas (2004)
- 23º Награди TVyNovelas (2005)
- 24º Награди TVyNovelas (2006)
- 25º Награди TVyNovelas (2007)
- 26º Награди TVyNovelas (2008)
- 27º Награди TVyNovelas (2009)
- 28º Награди TVyNovelas (2010)
- 29º Награди TVyNovelas (2011)
- 30º Награди TVyNovelas (2012)
- 31º Награди TVyNovelas (2013)
- 32º Награди TVyNovelas (2014)
- 33º Награди TVyNovelas (2015)
- 34º Награди TVyNovelas (2016)
- 35º Награди TVyNovelas (2017)
- 36º Награди TVyNovelas (2018)
- 37º Награди TVyNovelas (2019)
- 38º Награди TVyNovelas (2020)

## Брой номинации и награди за теленовели

### Теленовели с най-много номинации
| Позиция | Брой номинации | Теленовела                          |
| ------- | -------------- | ----------------------------------- |
| 1       | 21 номинации   | Съпругът ми има по-голямо семейство |
| 2       | 20 номинации   | Кандидатката                        |
| 3       | 19 номинации   | По-скоро мъртва, отколкото Личита   |
| 4       | 18 номинации   | Бездната на страстта                |
| 4       | 18 номинации   | Поддавам се на изкушението          |
| 5       | 17 номинации   | Да живееш по малко                  |
| 5       | 17 номинации   | Сянката на миналото                 |
| 5       | 17 номинации   | Хотелът на тайните                  |
| 5       | 17 номинации   | Двойният живот на Естела Карийо     |
| 6       | 16 номинации   | Най-красивата грозница              |
| 7       | 14 номинации   | С чиста кръв                        |
| 7       | 14 номинации   | Моята втора майка                   |
| 7       | 14 номинации   | Любовни връзки                      |
| 7       | 14 номинации   | Запален факел                       |
| 7       | 14 номинации   | Есмералда                           |
| 7       | 14 номинации   | Мащеха                              |
| 7       | 14 номинации   | Заради нея съм Ева                  |
| 7       | 14 номинации   | Да лъжеш, за да живееш              |
| 7       | 14 номинации   | Не вярвам на мъжете                 |
| 7       | 14 номинации   | Съседката                           |
| 7       | 14 номинации   | Не ме оставяй                       |
| 8       | 13 номинации   | Ти или никоя                        |
| 8       | 13 номинации   | Розови връзки                       |
| 8       | 13 номинации   | Право на любов                      |
| 8       | 13 номинации   | Прегърни ме много силно             |
| 8       | 13 номинации   | Изворът                             |
| 8       | 13 номинации   | Истинска любов                      |
| 8       | 13 номинации   | Това, което животът ми открадна     |
| 8       | 13 номинации   | Без следа от теб                    |
| 8       | 13 номинации   | Съпругът ми има семейство           |
| 8       | 13 номинации   | Готин баща                          |
| 9       | 12 номинации   | Свърталище на вълци                 |
| 9       | 12 номинации   | Да докоснеш звезда                  |
| 9       | 12 номинации   | Окови от огорчение                  |
| 9       | 12 номинации   | Полетът на орела                    |
| 9       | 12 номинации   | Плантация на страсти                |
| 9       | 12 номинации   | Лъжата                              |
| 9       | 12 номинации   | Ранени души                         |
| 9       | 12 номинации   | Непокорните                         |
| 9       | 12 номинации   | Изпепеляваща страст                 |
| 9       | 12 номинации   | Дестилирана любов                   |
| 9       | 12 номинации   | Душа от желязо                      |
| 10      | 11 номинации   | Когато дойде любовта                |
| 10      | 11 номинации   | Аз купувам тази жена                |
| 10      | 11 номинации   | Любовта ми е моят грях              |
| 10      | 11 номинации   | Любимо мое момиче                   |
| 10      | 11 номинации   | Пробуждане                          |
| 10      | 11 номинации   | Желязната дама                      |
| 10      | 11 номинации   | Да обичаш отново                    |
| 10      | 11 номинации   | Семейство с късмет                  |
| 10      | 11 номинации   | Смела любов                         |
| 10      | 11 номинации   | Трите лица на Ана                   |
| 11      | 10 номинации   | Анхелика                            |
| 11      | 10 номинации   | Виктория                            |
| 11      | 10 номинации   | С лице към Слънцето                 |
| 11      | 10 номинации   | Мария Мерседес                      |
| 11      | 10 номинации   | Танцувай с мен                      |
| 11      | 10 номинации   | Диво сърце                          |
| 11      | 10 номинации   | Империя от кристал                  |
| 11      | 10 номинации   | Господарката                        |
| 11      | 10 номинации   | Огън в кръвта                       |
| 11      | 10 номинации   | Толкова богати бедняци              |
| 11      | 10 номинации   | Моето сърце е твое                  |
| 11      | 10 номинации   | Признавам се за виновна             |

### Най-награждавани теленовели
| Позиция | Брой награди | Теленовела                        |
| ------- | ------------ | --------------------------------- |
| 1       | 14 награди   | Любов до смърт                    |
| 2       | 12 награди   | Право на любов                    |
| 3       | 10 награди   | Свърталище на вълци               |
| 3       | 10 награди   | Плантация на страсти              |
| 3       | 10 награди   | Дестилирана любов                 |
| 4       | 9 награди    | Петнадесетгодишна                 |
| 4       | 9 награди    | Изворът                           |
| 4       | 9 награди    | Прегърни ме много силно           |
| 4       | 9 награди    | Истинска любов                    |
| 4       | 9 награди    | Истинската любов                  |
| 5       | 8 награди    | Диво сърце                        |
| 5       | 8 награди    | Да живееш по малко                |
| 5       | 8 награди    | Душа от желязо                    |
| 5       | 8 награди    | Кандидатката                      |
| 6       | 7 награди    | Окови от огорчение                |
| 6       | 7 награди    | Империя от кристал                |
| 6       | 7 награди    | Любовни връзки                    |
| 6       | 7 награди    | Лабиринти на страстта             |
| 6       | 7 награди    | Най-красивата грозница            |
| 6       | 7 награди    | Да обичаш отново                  |
| 6       | 7 награди    | Не ме оставяй                     |
| 6       | 7 награди    | Не вярвам на мъжете               |
| 7       | 6 награди    | Мария Мерседес                    |
| 7       | 6 награди    | Бездната на страстта              |
| 7       | 6 награди    | Заради нея съм Ева                |
| 7       | 6 награди    | Не вярвам на мъжете               |
| 8       | 5 награди    | Проклятието                       |
| 8       | 5 награди    | Розови връзки                     |
| 8       | 5 награди    | Аз купувам тази жена              |
| 8       | 5 награди    | Другата                           |
| 8       | 5 награди    | Предателство                      |
| 8       | 5 награди    | Мария от квартала                 |
| 8       | 5 награди    | Руби                              |
| 8       | 5 награди    | Силата на съдбата                 |
| 8       | 5 награди    | Страст и сила                     |
| 9       | 4 награди    | Ти или никоя                      |
| 9       | 4 награди    | Пътят на славата                  |
| 9       | 4 награди    | Сладко предизвикателство          |
| 9       | 4 награди    | Къщата в края на улицата          |
| 9       | 4 награди    | Господарката                      |
| 9       | 4 награди    | Лъжата                            |
| 9       | 4 награди    | Огън в кръвта                     |
| 9       | 4 награди    | Капризи на съдбата                |
| 9       | 4 награди    | Осмели се да мечтаеш              |
| 9       | 4 награди    | Семейство с късмет                |
| 9       | 4 награди    | Моето сърце е твое                |
| 9       | 4 награди    | Това, което животът ми открадна   |
| 9       | 4 награди    | Дойде любовта                     |
| 10      | 3 награди    | Сватби по омраза                  |
| 10      | 3 награди    | Страст и власт                    |
| 10      | 3 награди    | Нова зора                         |
| 10      | 3 награди    | Тереса                            |
| 10      | 3 награди    | Да докоснеш звезда                |
| 10      | 3 награди    | Когато дойде любовта              |
| 10      | 3 награди    | Моя малка Соледад                 |
| 10      | 3 награди    | Дни без луна                      |
| 10      | 3 награди    | Палавата мечтателка               |
| 10      | 3 награди    | Алондра                           |
| 10      | 3 награди    | Голямата награда                  |
| 10      | 3 награди    | Есмералда                         |
| 10      | 3 награди    | Скритата истина                   |
| 10      | 3 награди    | Внимавай с ангела                 |
| 10      | 3 награди    | Докато парите ни разделят         |
| 10      | 3 награди    | Желязната дама                    |
| 10      | 3 награди    | Триумф на любовта                 |
| 10      | 3 награди    | Корона от сълзи                   |
| 10      | 3 награди    | Смела любов                       |
| 10      | 3 награди    | Да лъжеш, за да живееш            |
| 10      | 3 награди    | По-скоро мъртва, отколкото Личита |
| 10      | 3 награди    | Сянката на миналото               |
| 10      | 3 награди    | Трите лица на Ана                 |
| 11      | 2 награди    | Гуадалупе                         |
| 11      | 2 награди    | Звяр                              |
| 11      | 2 награди    | Тайната пътека                    |
| 11      | 2 награди    | Дивата Роза                       |
| 11      | 2 награди    | Оковани                           |
| 11      | 2 награди    | Въртележка                        |
| 11      | 2 награди    | Момиченца                         |
| 11      | 2 награди    | Дядо и аз                         |
| 11      | 2 награди    | Тайни намерения                   |
| 11      | 2 награди    | Бедни роднини                     |
| 11      | 2 награди    | Ако Бог ми отнеме живота          |
| 11      | 2 награди    | Чужди чувства                     |
| 11      | 2 награди    | Лус Кларита                       |
| 11      | 2 награди    | Женски поглед                     |
| 11      | 2 награди    | Малко село, голям ад              |
| 11      | 2 награди    | Здраве, пари и любов              |
| 11      | 2 награди    | Узурпаторката                     |
| 11      | 2 награди    | Приятелки и съпернички            |
| 11      | 2 награди    | Пътища на любовта                 |
| 11      | 2 награди    | Тъмна орис                        |
| 11      | 2 награди    | Мащеха                            |
| 11      | 2 награди    | Непокорните                       |
| 11      | 2 награди    | Глупачките не отиват на небето    |
| 11      | 2 награди    | В името на любовта                |
| 11      | 2 награди    | Когато се влюбиш                  |
| 11      | 2 награди    | Че те обичам, обичам те           |
| 11      | 2 награди    | Хотелът на тайните                |
| 11      | 2 награди    | Мечта за любов                    |
| 11      | 2 награди    | Съпругът ми има семейство         |

## Статистики

### Теленовели, спечелили големите награди:Най-добра теленовела,Най-добра актрисаиНай-добър актьор
| №  | Теленовела                | Година |
| -- | ------------------------- | ------ |
| 1  | Предателство              | 1985   |
| 2  | Свърталище на вълци       | 1987   |
| 3  | Окови от огорчение        | 1992   |
| 4  | Диво сърце                | 1994   |
| 5  | Любовни връзки            | 1996   |
| 6  | Плантация на страсти      | 1997   |
| 7  | Право на любов            | 1999   |
| 8  | Лабиринти на страстта     | 2000   |
| 9  | Изворът                   | 2002   |
| 10 | Другата                   | 2003   |
| 11 | Истинска любов            | 2004   |
| 12 | Руби                      | 2005   |
| 13 | Пробуждане                | 2006   |
| 14 | Дестилирана любов         | 2008   |
| 15 | Докато парите ни разделят | 2010   |
| 16 | Любов до смърт            | 2019   |

### Теленовели, спечелилиНай-добра теленовела, без да спечелятНай-добра актрисаи/илиНай-добър актьор
| Теленовела                 | Изпълнителен продуцент                   | Година |
| -------------------------- | ---------------------------------------- | ------ |
| Право на раждане           | Ернесто Алонсо                           | 1983   |
| Петнадесетгодишна          | Карла Естрада                            | 1988   |
| Любов в мълчание           | Карла Естрада                            | 1989   |
| Тереса                     | Луси Ороско                              | 1990   |
| Да докоснеш звезда         | Луис де Яно Маседо                       | 1991   |
| Есмералда                  | Салвадор Мехия                           | 1998   |
| Огън в кръвта              | Салвадор Мехия                           | 2009   |
| Да обичаш отново           | Робрето Гомес Фернандес и Хисел Гонсалес | 2011   |
| Заради нея съм Ева         | Роси Окампо                              | 2013   |
| Моето сърце е твое         | Хуан Осорио                              | 2015   |
| Страст и сила              | Хосе Алберто Кастро                      | 2016   |
| Кандидатката               | Хисел Гонсалес                           | 2017   |
| Поддавам се на изкушението | Хисел Гонсалес                           | 2018   |

### Теленовели, спечелили в категорииНай-добра актрисаиНай-добър актьор, без да спечелятНай-добра теленовела
| Теленовела        | Спечелили актьори              | Година |
| ----------------- | ------------------------------ | ------ |
| Оковани           | Кристиан Бах и Умберто Сурита  | 1989   |
| Душа от желязо    | Алехандра Камачо и Бланка Гера | 2009   |
| Трите лица на Ана | Анжелик Бойер и Себастиан Рули | 2017   |
| Готин баща        | Себастиан Рули и Маите Перони  | 2017   |

### Теленовели, спечелили всички номинации
| Позиция | Теленовела             | Спечелили номинации | Година |
| ------- | ---------------------- | ------------------- | ------ |
| 1       | Петнадесетгодишна      | 8 награди           | 1988   |
| 2       | Лабиринти на страстта  | 7 награди           | 2000   |
| 3       | Голямата награда       | 3 награди           | 1996   |
| 4       | Звяр                   | 2 награди           | 1985   |
| 4       | Чудо и магия           | 2 награди           | 1992   |
| 5       | Искрица                | 1 награда           | 1983   |
| 5       | Бианка Видал           | 1 награда           | 1984   |
| 5       | Опърничавата           | 1 награда           | 1987   |
| 5       | Флор и Канела          | 1 награда           | 1989   |
| 5       | Два живота             | 1 награда           | 1989   |
| 5       | Да лъжеш, за да живееш | 1 награда           | 1990   |
| 5       | Бяло и черно           | 1 награда           | 1990   |
| 5       | На ръба на смъртта     | 1 награда           | 1992   |
| 5       | Да докоснеш звезда     | 1 награда           | 1992   |
| 5       | В собствено тяло       | 1 награда           | 1992   |
| 5       | Моята малка палавница  | 1 награда           | 1999   |
| 5       | Невинната ти           | 1 награда           | 2005   |
| 5       | Свободен да те обичам  | 1 награда           | 2014   |

### Нови версии, спечелили в категорияНай-добра теленовела
- Право на раждане (1981) версия от Фернанда Виели, базирана на едноименната теленовела от 1966 г.
- Тереса (1989) версия от Силвия Кастийехос и Франсиско Санчес, базирана на едноменната теленовела от 1959 г.
- Диво сърце (1993) версия от Мария Саратини, базирана на едноменната теленовела от 1966 г.
- Есмералда (1997) версия от Хеорхина Тиноко, Долорес Ортега и Лус Орлин, базирана на едноименната венецуелска теленовела от 1970 г.
- Право на любов (1998) версия от Лиляна Абуд, базирана на венецуелската теленовела Cristal от 1985 г.
- Прегърни ме много силно (2000) версия от Рене Муньос и Лиляна Абуд, базирана на мексиканската теленовела Pecado mortal от 1960 г.
- Истинска любов (2003) версия от Мария Саратини, базирана на мексиканската теленовела Сватби по омраза от 1983 г.
- Руби (2004) версия от Химена Суарес и Вирхиния Кинтана, базирана на едноименната мексиканска теленовела от 1968 г.
- Най-красивата грозница (2006-2007) версия от Палмира Олгин и Алехандро Поленс, базирана на колумбийската теленовела Грозната Бети от 1999 г.
- Дестилирана любов (2007) версия от Кари Фахер, базирана на колумбийската теленовела Café, con aroma de mujer от 1994 г.
- Огън в кръвта (2008) версия от Лиляна Абуд, базирана на колумбийската теленовела Las aguas mansas.
- Докато парите ни разделят (2009-2010) версия от Емилио Лароса, базирана на едноименната колумбийска теленовела от 2006 г.
- Да обичаш отново (2010-2011) версия от Аида Гуахардо, базирана на колумбийската теленовела El último matrimonio feliz от 2008 г.
- Заради нея съм Ева (2012) версия от Педро Родригес, Алехандра Ромеро и Умберто Роблес, базирана на колумбийската теленовела En los tacones de Eva от 2006 г.
- Истинската любов (2012-2013) версия от Кари Фахер, Химена Суарес и Алберто Гомес, базирана на аржентинската теленовела Amor en custodia от 2005 г.
- Моето сърце е твое (2014-2015) версия от Алехандро Поленс, Марсия дел Рио и Пабло Ферер Гарсия-Травеси, базирана на испанския сериал Ana y los 7 от 2002 г.
- Страст и сила (2015-2016) версия от Химена Суарес, базирана на едноименната мексиканска теленовела от 1988 г.
- Поддавам се на изкушението (2017-2018) версия от Леонардо Бечини и Оскар Табернис, базирана на аржентинската теленовела Amar después de amar от 2017 г.
- Любов до смърт (2018-2019) версия от Леонардо Падрон, базирана на колумбийската теленовела En cuerpo ajeno от 1992 г.

### Оригинални истории, спечелили в категорияНай-добра теленовела
- Сватби по омраза (1983-1984) от Каридад Браво Адамс
- Предателство (1984-1985) от Фернанда Виели
- С чиста кръв (1985-1986) от Мария Саратини
- Свърталище на вълци (1986-1987) от Карлос Олмос
- Петнадесетгодишна (1987-1988) от Хорхе Дуран Санчес
- Любов в мълчание (1988) от Лиляна Абуд и Ерик Вон
- Моята втора майка (1989) от Абел Санта Крус
- Да докоснеш звезда (1990) от Хесус Калсада
- Окови от огорчение (1991) от Хосе Куаутемок Бланко и Мария дел Кармен Пеня
- С лице към Слънцето (1992) от Рене Муньос
- Империя от кристал (1994-1995) от Хайме Гарсия Естрада и Орландо Мерино
- Любовни връзки (1995-1996) от Хорхе Лосано Сориано
- Плантация на страсти (1996) от Каридад Браво Адамс
- Изворът (2001-2002) от Хосе Куаутемок Бланко и Мария дел Кармен Пеня
- Другата (2002) от Лиляна Абуд
- Пробуждане (2005-2006) от Мария Саратини
- Силата на съдбата (2011) от Мария Саратини
- Кандидатката (2016-2017) от Леонардо Бечини